# Cinchocaine
Cinchocaine (INN / BAN) hoặc dibucaine (USAN) là một thuốc gây tê cục bộ amide. Trong số các thuốc gây tê tại chỗ có tác dụng lâu dài và độc hại nhất, việc sử dụng cinchocaine hiện nay thường bị hạn chế trong gây tê tủy sống và tại chỗ. Nó được bán dưới tên thương hiệu Cincain, Nupercainal, Nupercaine và Sovcaine.

## Sử dụng y tế
Cinchocaine là thành phần hoạt chất trong một số loại kem bôi trĩ tại chỗ như Proctosesyl. Nó cũng là một thành phần của thuốc thú y Somulose, được sử dụng để chữa bệnh cho ngựa và gia súc.

## Tính chất vật lý
Cinchocaine tương đối không hòa tan trong dung dịch nước kiềm.